# Wrzałka powojowa
Wrzałka powojowa (Systropha curvicornis) – gatunek błonkówki z rodziny smuklikowatych i podrodziny wigorczykowatych.
Gatunek ten został opisany w 1770 roku przez Giovanniego Antonio Scopoliego jako Eucera curvicornis.
Pszczoła o ciele długości od 8 do 9,5 mm. Samice cechują się pierwszym członem biczyka czułka tak długim jak dwa następne razem wzięte, gładkimi tergitami metasomy, błękitnym połyskiem na pierwszym tergicie, szarym owłosieniem dwóch pierwszych tergitów oraz brązowoczarnym następnych tergitów. Samce charakteryzują się szeroko wyciętym tylnym brzegiem siódmego tergitu, długimi i ostrymi zębami na bokach sternitów drugiego i trzeciego, skróconymi zębami na drugim sternicie i brakiem zęba środkowego na czwartym sternicie.
Owad o rozsiedleniu zachodniopalearktycznym, znany z Hiszpanii, Francji, Niemiec, Szwajcarii, Austrii, Włoch, Litwy, Polski, Czech, Słowacji, Węgier, Słowenii, Rosji,  południowo-zachodniej  i środkowej części Azji aż po Ałtaj i północno-zachodnie Chiny. Występuje w jednym, letnim pokoleniu. Gatunek oligolektyczny, związany z powojami.
W 2002 umieszczony został na Czerwonej liście zwierząt ginących i zagrożonych w Polsce jako gatunek o słabo rozpoznanym statusie. W Czechach uznawany za gatunek krytycznie zagrożony, a w Niemczech za umiarkowanie zagrożony.